# Meridiana (azienda)
Meridiana è stata una compagnia aerea impegnata nel trasporto di linea e nei voli charter, sia in ambito nazionale che internazionale. La sede era ad Olbia e la base di armamento principale presso l'aeroporto "Costa Smeralda". Meridiana, che fin dall'autunno 2011 aveva acquistato Air Italy, era completamente di proprietà di AQA Holding, a sua volta controllata dalla finanziaria Alisarda S.p.A. al 51% e Qatar Airways per il 49%. Il 1º marzo 2018 Meridiana cambiò ragione sociale in Air Italy S.p.A., mantenendo però  gli stessi codici di volo.

## Storia

### L'epoca Alisarda
Le origini di Meridiana risalivano ad Alisarda, fondata il 29 marzo 1963 a Olbia per iniziativa di Karīm al-Husaynī, meglio noto come Aga Khan IV.
Concepita allo scopo di favorire lo sviluppo della Costa Smeralda in Sardegna, iniziò con attività di aerotaxi nella primavera 1964 dall'aeroporto di Venafiorita, una striscia erbosa a sud di Olbia; la flotta era costituita da due bimotori a pistoni Beechcraft C-45 da otto posti. Nel primo anno di attività i passeggeri trasportati furono 186.

I collegamenti di linea iniziarono il 30 maggio 1966 su due sole direttrici: Olbia - Roma-Fiumicino e vv. e Olbia - Milano-Linate e vv. Sulla prima, al 31 dicembre, risultarono effettuati 662 voli per complessive 957 ore e trasportati 5.640 passeggeri. I velivoli impiegati erano due Nord 262 a turboelica costruiti da Nord Aviation; i nuovi aerei erano capaci di trasportare fino a 26 passeggeri. Nel 1968 la società toccò per la prima volta anche l'estero con l'aggiunta di Nizza; per migliorare l'offerta furono acquistati due turboelica Fokker F 27 da 44 passeggeri.

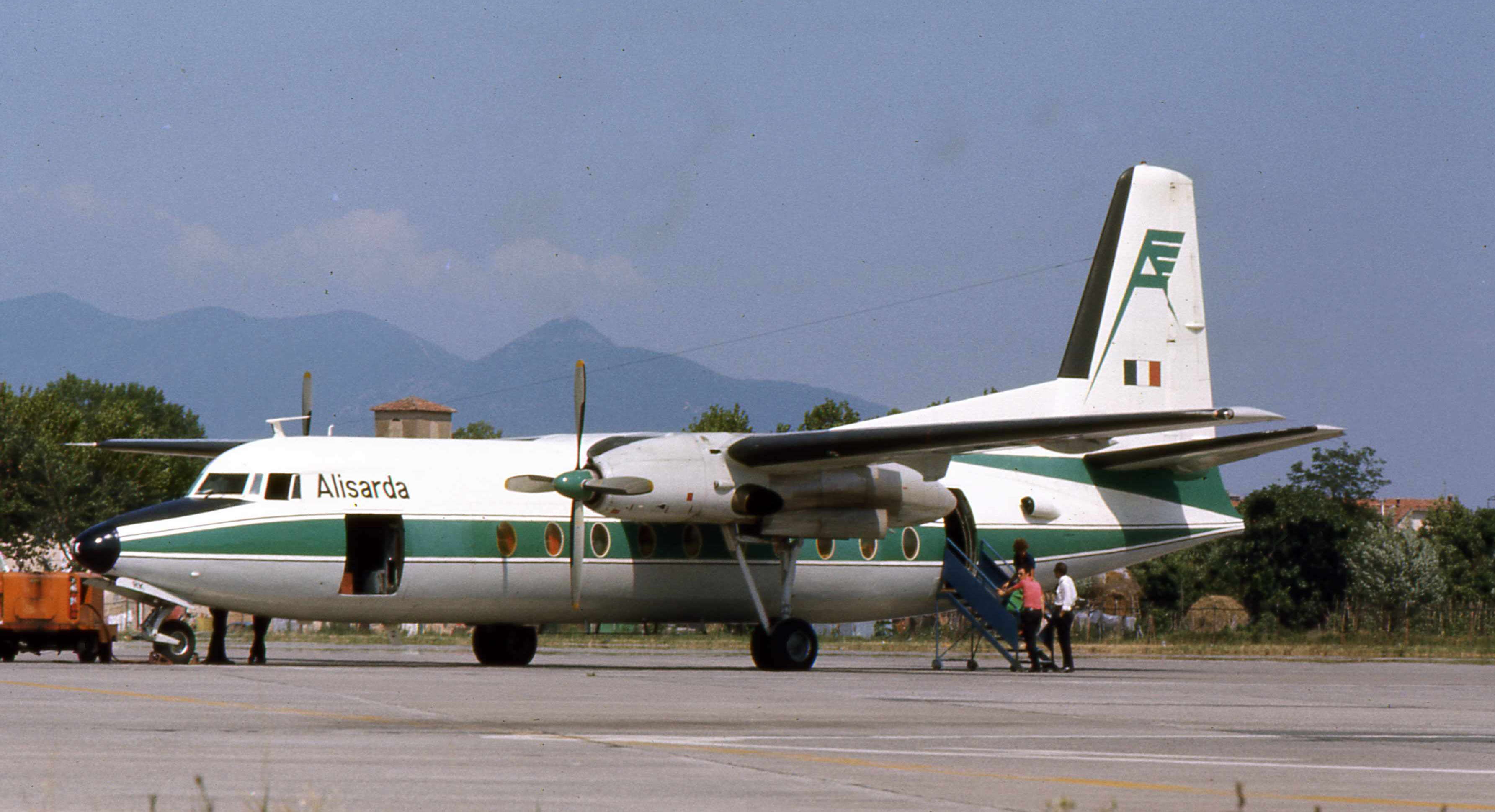
Fokker F-27 negli originari colori Alisarda, 1974.

Nel 1971 fu inaugurata la rotta Olbia-Torino con scalo intermedio a Nizza e, nel 1972, i velivoli Alisarda raggiunsero con frequenza regolare anche Genova, Bologna e Pisa; la flotta nel frattempo era stata aumentata a tre esemplari del Fokker F 27 ed erano state avviate anche le prime attività charter.
Nel 1974, gli F 27 furono sostituiti da due bireattori Douglas DC 9/14 che entrarono in servizio contestualmente all'apertura del nuovo aeroporto "Costa Smeralda" di Olbia. Le vecchie strutture di Venafiorita non erano infatti assolutamente in grado di accogliere velivoli a reazione, anche se di medie dimensioni. Nel nuovissimo scalo Alisarda fece costruire un grande hangar dove effettuare autonomamente l'assistenza tecnica agli aerei.

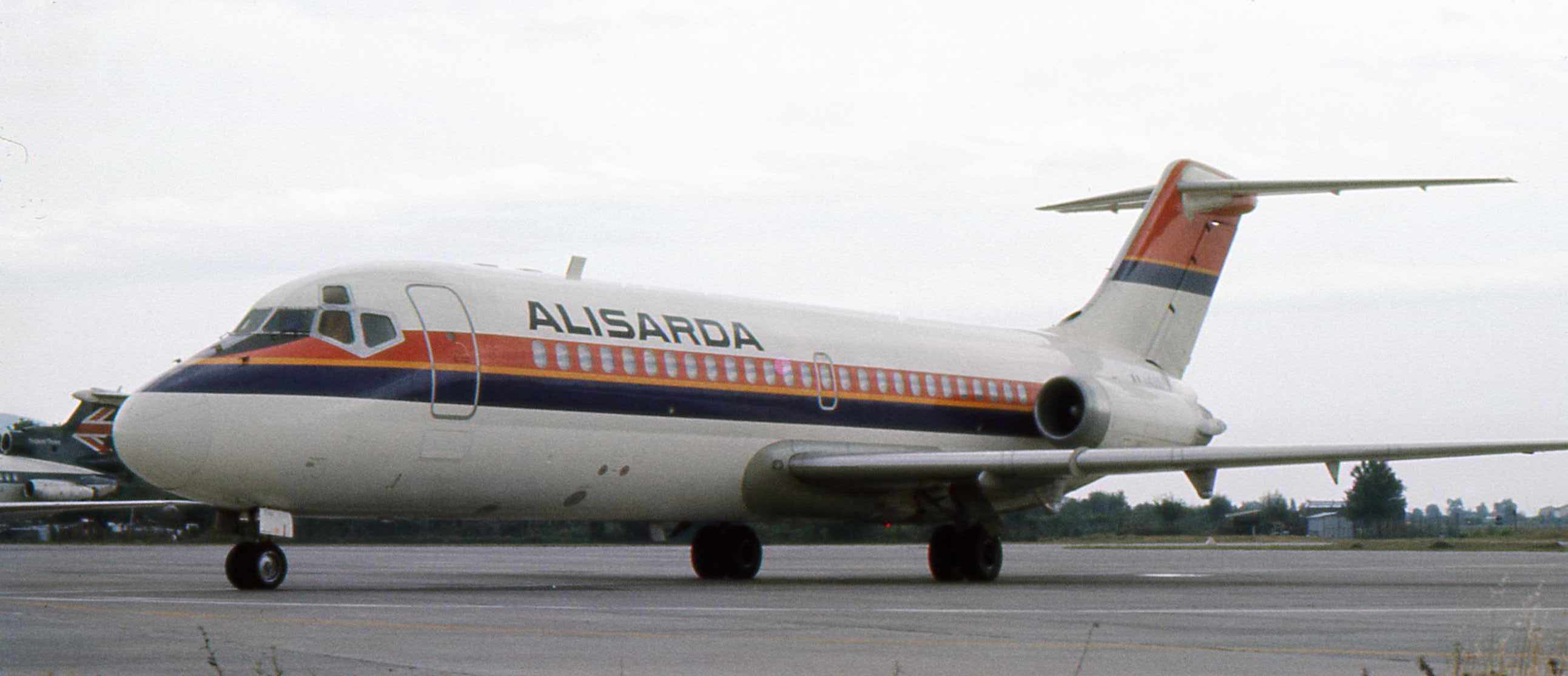
DC-9 Alisarda nell'aeroporto di Pisa, 1974.

Nel 1978 fu assegnata, in concessione governativa, la sospirata rotta Cagliari - Milano Linate e vv., primo passo per l'ampliamento della rete al di fuori del tradizionale nodo di Olbia. La capacità operativa fu inoltre raddoppiata grazie all'ingresso in flotta di due più capienti Douglas DC 9/32. Questi rimasero in servizio fino alla primavera del 1981, quando furono sostituiti da tre ancora più capienti (139 posti) DC 9/51. La rete europea fu estesa con l'aggiunta di voli dalla Sardegna per Ginevra, Zurigo, Parigi, Francoforte e Düsseldorf. Nel maggio 1985 entrarono in servizio i primi due McDonnell Douglas MD.82, la versione più avanzata e capiente del diffuso bireattore. Alla fine di quello stesso anno, risultavano trasportati 791.439 passeggeri, su una rete che comprendeva, oltre alle citate linee, anche quelle verso Catania e Venezia.

MD-82 Alisarda in rullaggio nell'aeroporto di Bologna, 1985.

### Meridiana S.p.A.
Il 3 maggio 1991 l'assemblea straordinaria dei soci deliberò il cambio della ragione sociale in Meridiana, divenuto effettivo il 1° settembre. Nello stesso anno furono attivati nuovi voli nazionali e internazionali in partenza dagli aeroporti di Verona e Firenze.
Nel 1992 la flotta comprendeva 16 aerei tra McDonnell Douglas MD.82, Douglas DC 9/51 e i nuovissimi quadrigetti British Aerospace BAe 146-200. L'organico era di 1.414 dipendenti (di cui 264 stagionali). Furono trasportati 1.932.000 passeggeri conseguendo un fatturato operativo di 342 miliardi di lire. Alla fine degli anni '90 i passeggeri erano saliti a 3.075.000 per poi toccare i 3.531.000 nel 2000. Le conseguenze negative innescate dagli eventi dell'11 settembre 2001 negli U.S.A. causarono una consistente contrazione del trasporto aereo a livello mondiale con punte fino al 25%. Nonostante tutto Meridiana chiuse il 2001 con 3.269.664 passeggeri trasportati.
Nel 2004 avvenne un radicale cambiamento nella flotta: alienazione dei BAe 146-200 e consegna dei più moderni e capienti Airbus A.319 ordinati in quattro esemplari. Tutti questi velivoli facevano capo essenzialmente nell'aeroporto Peretola di Firenze dove la società aveva allestito una seconda importante base. I passeggeri trasportati si attestarono a 3.597.000.
Nel 2005, sotto la guida dell'A.D. Gianni Rossi, l'azienda intraprese una fase di ristrutturazione organizzativa indirizzata alla riduzione dei costi e alla semplificazione dei processi produttivi e commerciali. Era il momento giusto perché alcuni esponenti di spicco del trasporto aereo facevano notare che la società era sì cresciuta ma che la conduzione non poteva più essere di tipo "familiare". Negli anni dal 2005 al 2007 Meridiana conseguì risultati economici e finanziari largamente positivi. Negli stessi anni iniziò a fornire servizi e assistenza a favore di tre piccole compagnie aeree africane partecipate dal Fondo Akfed (Fondo Aga Khan per lo sviluppo economico): Air Burkina, Air Mali ed Air Uganda.

### Acquisti e fusioni
Nel dicembre 2006 Meridiana rilevò la quota azionaria della compagnia aerea Eurofly allo scopo di accedere decisamente al mercato del lungo raggio e ridurre così la crescente concorrenza dei vettori lowcost sul mercato interno ed europeo; inoltre dando avvio ad un percorso di integrazione terminato il 28 febbraio 2010 con la nascita del marchio "Meridianafly" e di Meridiana Maintenance, i due nomi che identificarono i rami d'azienda, rispettivamente, di volo e assistenza tecnica sia di Meridiana che di Eurofly.. In seguito a tale integrazione Meridiana si trasformò in una finanziaria che controllava la compagnia aerea vera e propria, la società di manutenzione velivoli e Geasar S.p.A., la società di gestione dell'aeroporto "Costa Smeralda".

La rete nazionale nell'autunno 2011.

Il 19 luglio 2011 fu annunciato un piano acquisizione e poi di integrazione dell'aerolinea Air Italy e, dal settembre dello stesso anno, il comandante Giuseppe Gentile, fondatore e proprietario di Air Italy, fu nominato amministratore delegato delle due compagnie aeree controllate dalla finanziaria diventandone anche azionista. Nacque così il cosiddetto Gruppo Meridiana che, in un primo periodo, si articolò sui due marchi "Meridianafly" e Air Italy, tenendone separati anche i compiti manageriali e i rapporti sindacali. Nello stesso anno la compagnia chiuse la base nell'aeroporto di Firenze-Peretola.
A seguito di risultati finanziari deludenti, del peggioramento della situazione debitoria del Gruppo e di disaccordi con il principe Aga Khan, nel gennaio 2013 Giuseppe Gentile si dimise uscendo contestualmente anche dalla compagine societaria, e lasciando Air Italy sotto l'ala di "Meridianafly", con cui il 15 febbraio fu realizzata l'integrazione. Roberto Scaramella, responsabile del settore aviazione del Fondo Akfed ne prese le veci. Contemporaneamente il principe, che cinquant'anni prima aveva creato l'Alisarda dal nulla, ricapitalizzò l'azienda con circa 190 milioni di €uro.
Dopo un primo periodo di relativa distinzione tra le due aziende, a partire dal mese di marzo fu avviata la fusione delle identità aziendali. il Gruppo Meridiana adottò livrea e marchio comune per le due attività, facendo sì che Air Italy e "Meridianafly" risultassero operatori nell'ambito di uno stesso marchio commerciale che riprendeva il nome con il quale l'azienda era stata conosciuta fino al febbraio 2010. Tutti i voli furono quindi operati semplicemente come Meridiana con codice IATA IG e ICAO ISS. Rimanevano tuttavia in vigore i due certificati di operatore aereo separati intestati a "Meridianafly"" e ad Air Italy, con le rispettive strutture operative, personale navigante e contratti di lavoro. Dal maggio 2013 la compagnia non fu più quotata alla Borsa di Milano.
A seguito delle dimissioni dell'amministratore delegato Roberto Scaramella, il 18 novembre 2014 il consiglio di amministrazione di Meridiana lo sostituì con Richard W. Creagh e nominò Colin Smith e Fabian Bachrach membri del collegio sindacale. Il 17 dicembre 2014 la finanziaria Meridiana S.p.A. cambiava nome in Alisarda S.p.A, recuperando lo storico nome.
Richard W. Creagh si dimise nell'aprile 2016 e fu sostituito ad interim dal presidente Marco Rigotti in attesa della conclusione delle trattative per l'ingresso di Qatar Airways nell'azionariato. Il Gruppo conobbe un periodo di assestamento e rilancio promosso dall'Aga Khan, che mirava all'efficienza e al risparmio in attesa di un accordo di acquisto parziale da parte di investitori.

### Qatar Airways, il socio arabo
Il 14 luglio 2016 fu firmato l'accordo per l'acquisto di "Meridianafly" da parte di Qatar Airways, solida aerolinea dell'omonimo emirato arabo. L'accordo permise il rilancio dell'azienda, grazie a un piano industriale che mirava a risanare i debiti del Gruppo e a far crescere il trasportato. Il 28 settembre 2017 Qatar Airways rilevò ufficialmente il 49% di AQA Holding, finanziaria creata appositamente da parte di Alisarda S.p.A. e Qatar Airways per la nuova gestione delle attività di volo.
Nel mese di dicembre fu annunciata la ristrutturazione della rete: le rotte da Milano-Linate sarebbero state cancellate ad eccezione di quella per Olbia mentre sarebbero state aggiunte, da Milano-Malpensa, le destinazioni di New York e Miami, entrambe effettuate con Airbus A.330-200 ceduti da Qatar Airways. Nel 2018 "Meridianafly" prese in consegna il primo Boeing 737 MAX8 (prima aerolinea italiana cliente) e i restanti Airbus A.330-200 provenienti da Qatar Airways, di cui era previsto un nuovo allestimento della cabina passeggeri e un avanzato sistema Wi-Fi.

### Di nuovo Air Italy
Il 1º marzo 2018, Meridiana/"Meridianafly" assunse una diversa denominazione ufficiale e divenne la "nuova" Air Italy (la seconda società con questo nome). Il cambiamento comportò l'adozione una nuova livrea per gli aeromobili e l'aumento delle destinazioni, sia nazionali che internazionali.
Tutto ciò sarebbe servito, a detta degli amministratori, a rendere l'azienda "il vettore nazionale d'Italia". I buoni intenti non furono seguiti dalla realtà e la società andò incontro ad una irreversibile contrazione. L'11 febbraio 2020 fu annunciato il blocco delle attività di volo e, il giorno 25, la messa in liquidazione a causa di risultati finanziari deludenti.

## Flotta
Al momento del cambio di ragione sociale in Air Italy (1º marzo 2018) la flotta era costituita da 12 aeromobili, la cui età media era di 18,7 anni:

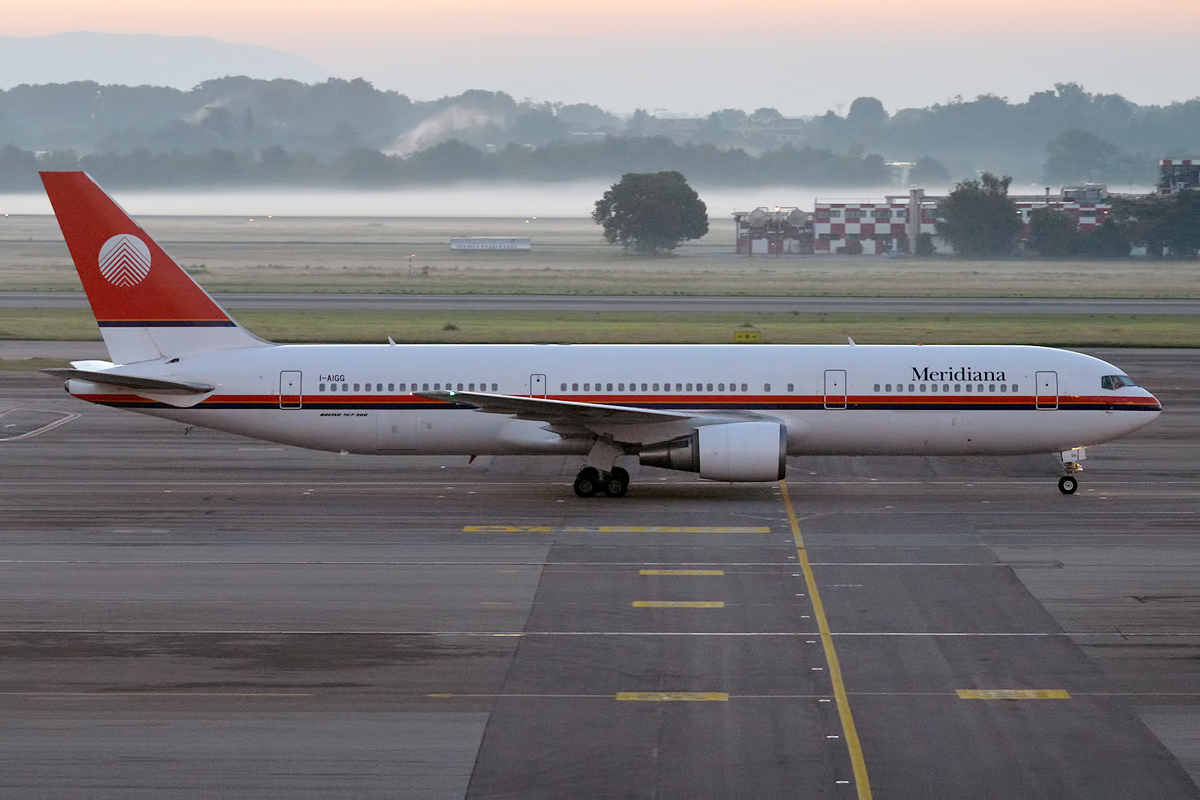
Boeing 767-300ER
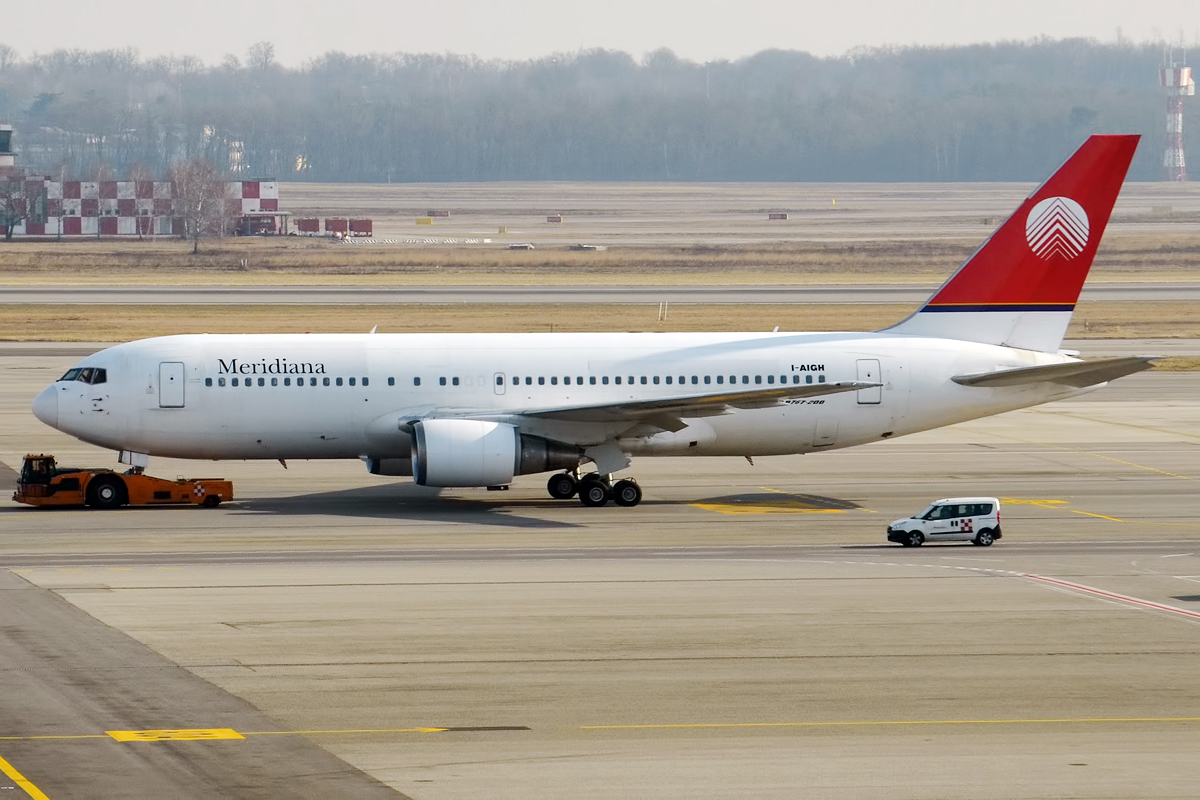
Boeing 767-200ER durante una manovra nell'aeroporto Milano-Malpensa
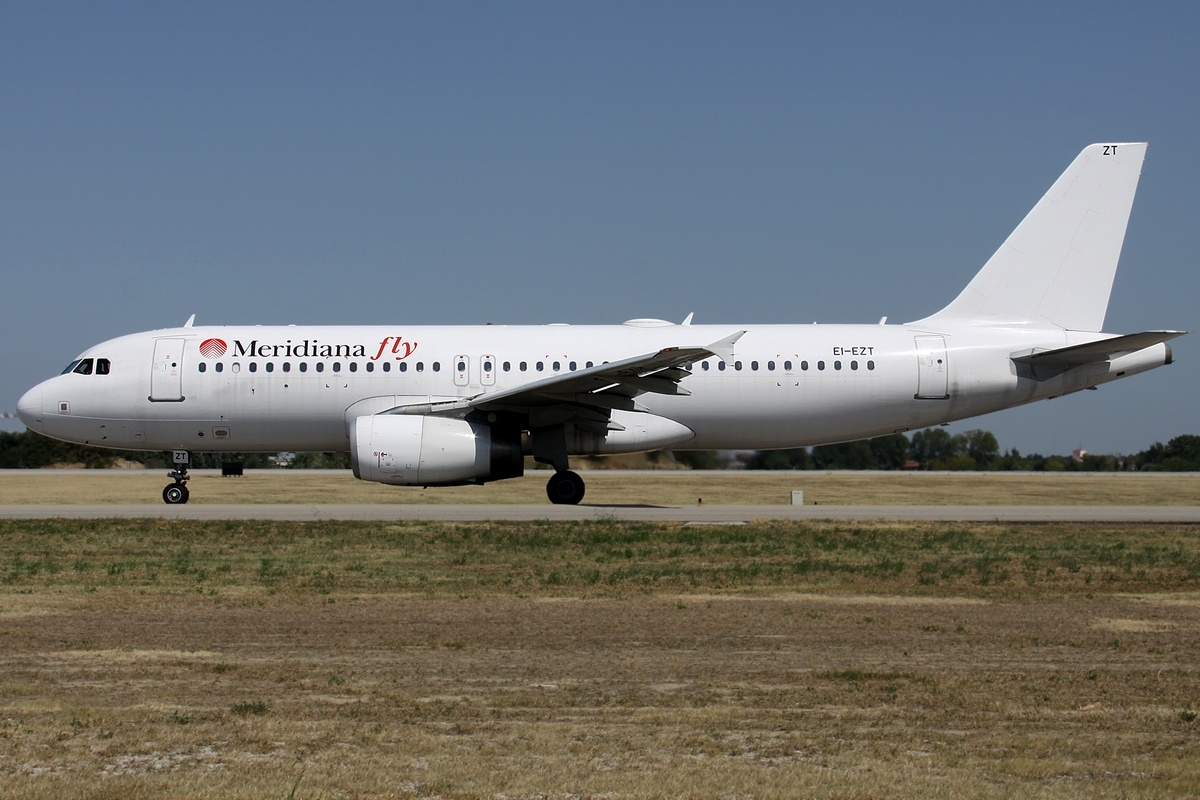
Airbus A.320-200 con titoli Meridiana fly
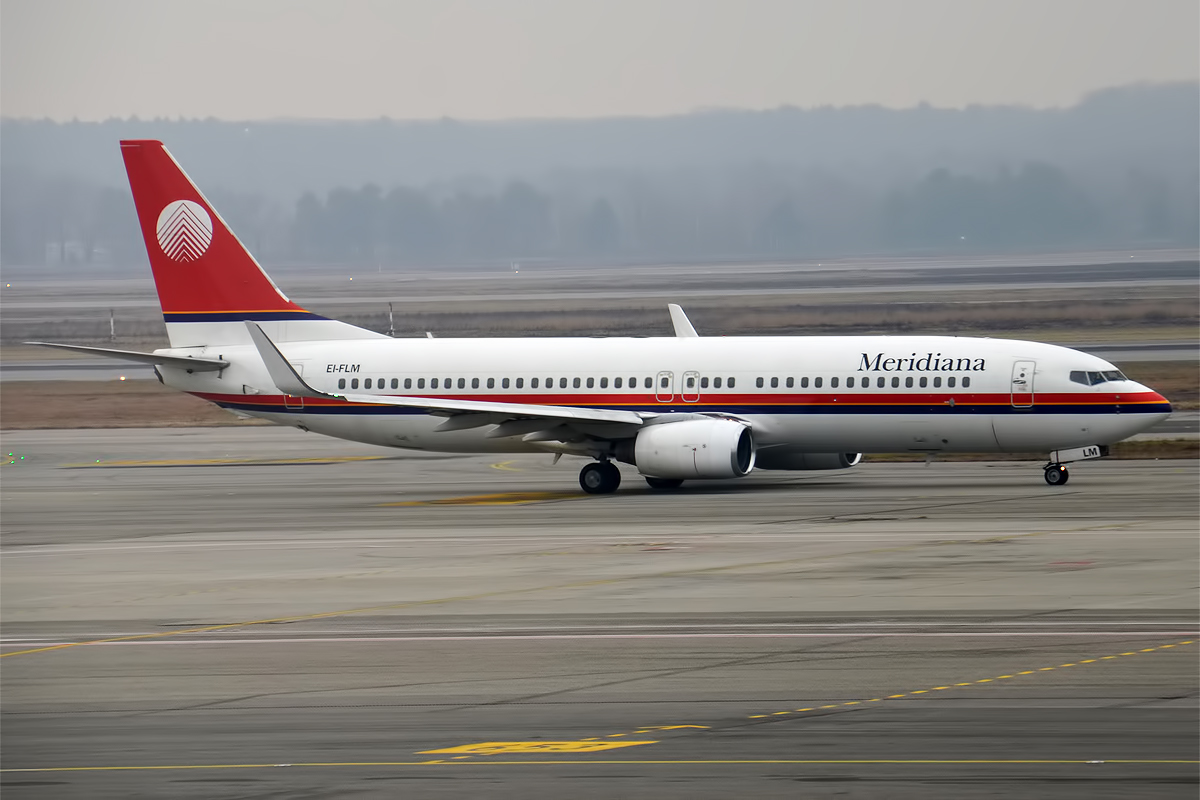
Boeing 737-800 in fase di rullaggio nell'aeroporto di Milano-Malpensa
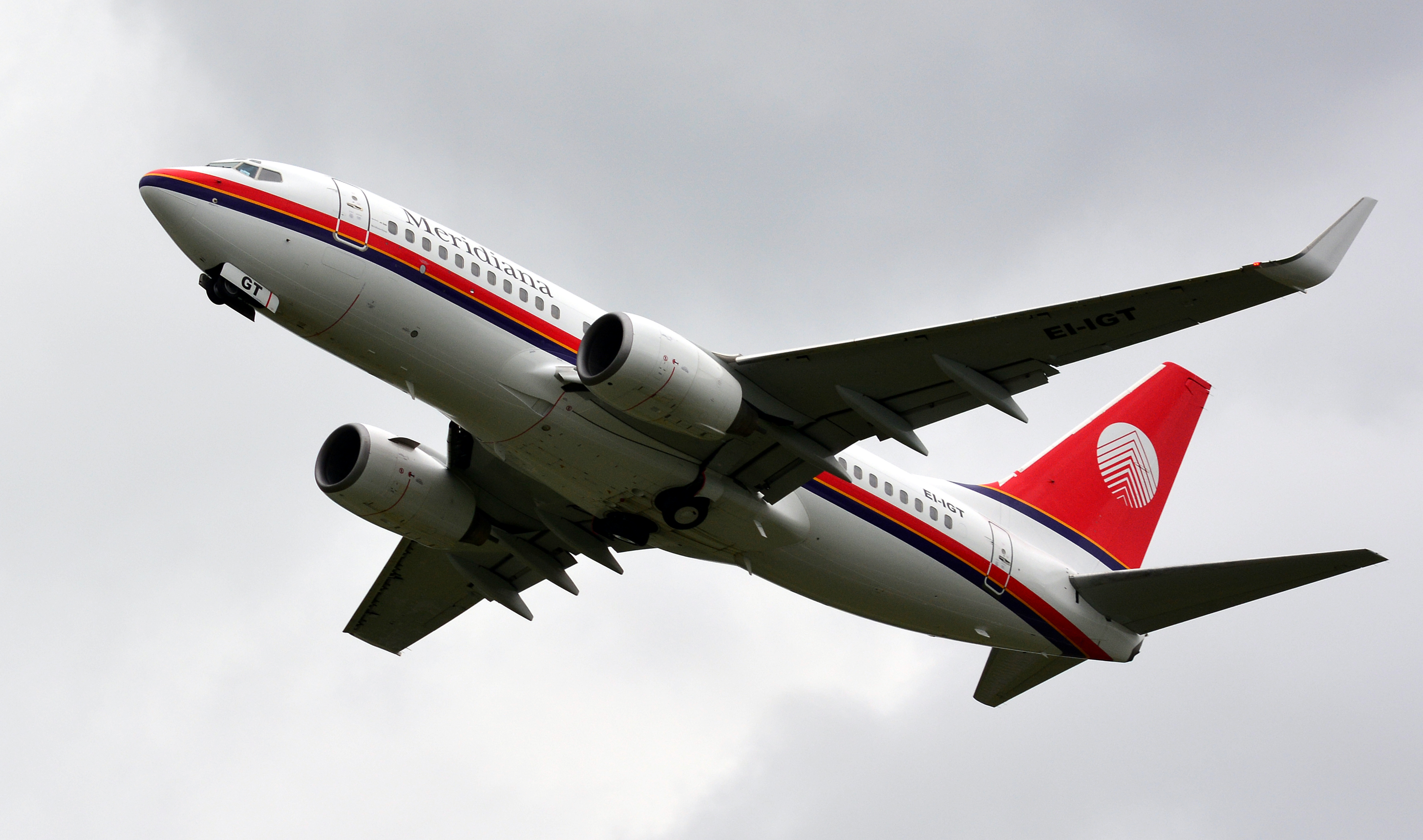
Boeing 737-700 in fase di decollo

### Flotta storica
Nel corso degli anni Meridiana/"Meridianafly" ha utilizzato i seguenti tipi di aerei:

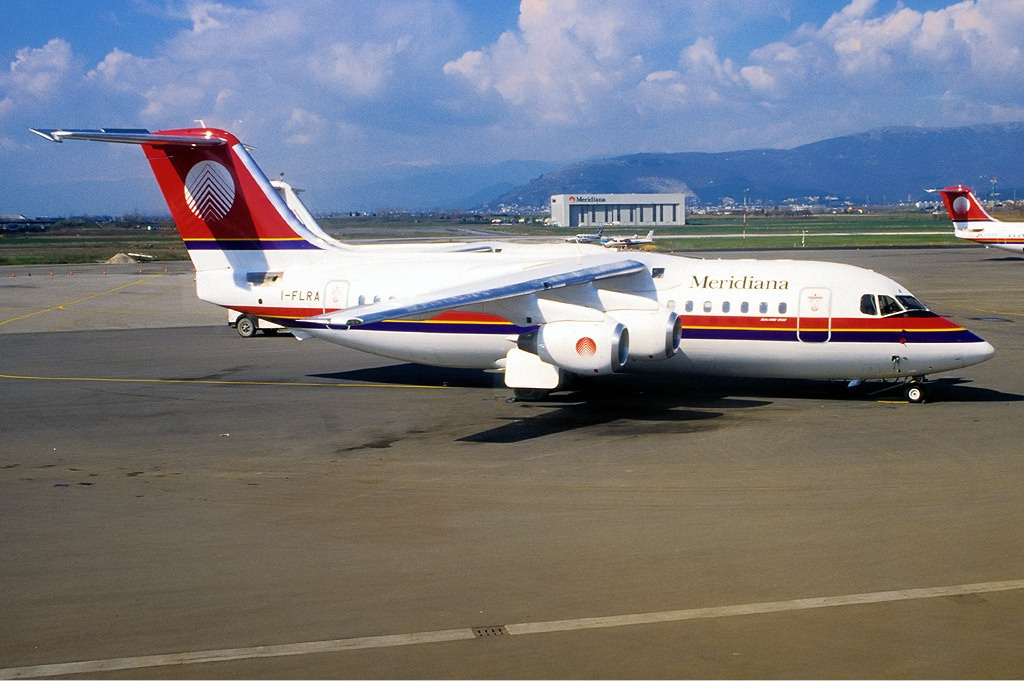
British Aerospace BAe 146
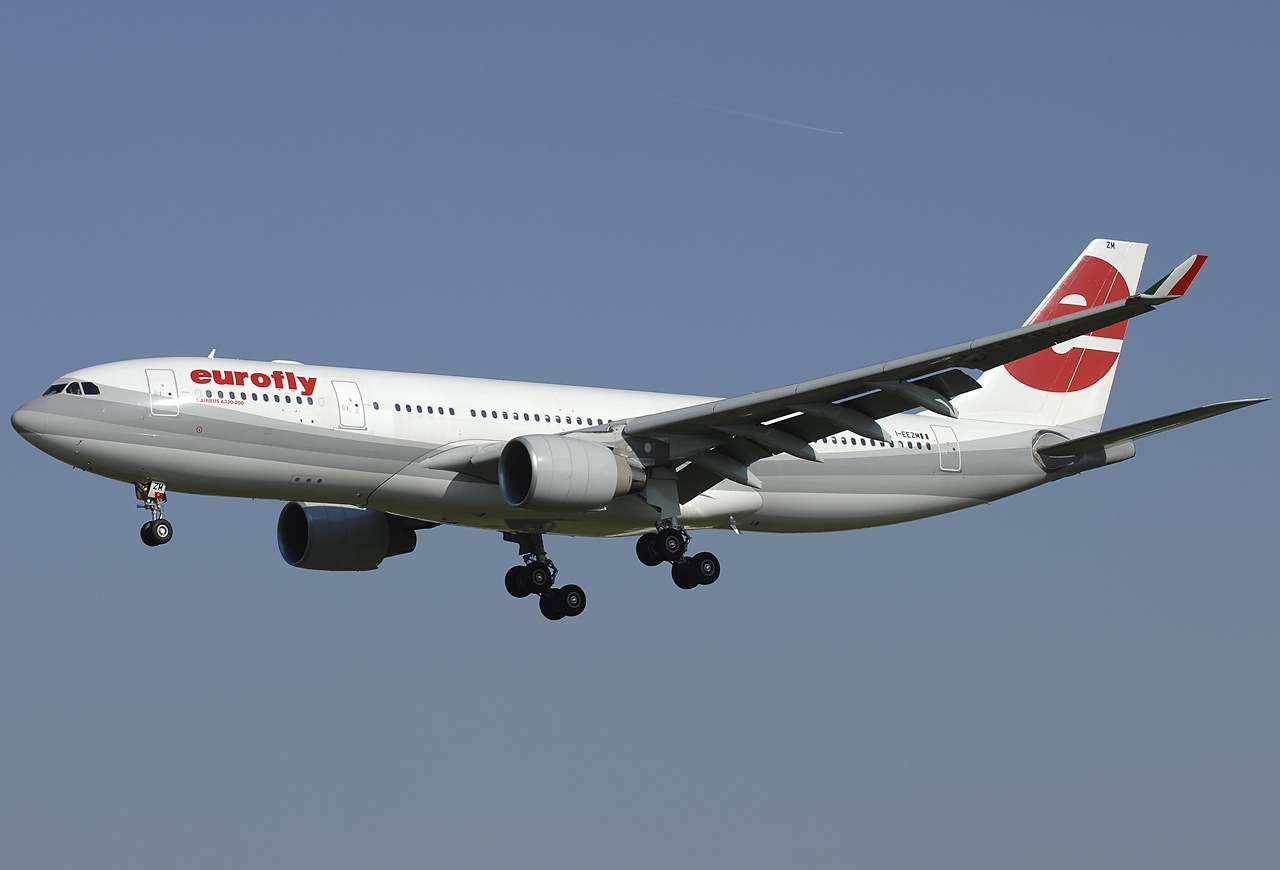
Airbus A.330-200 nella livrea Eurofly
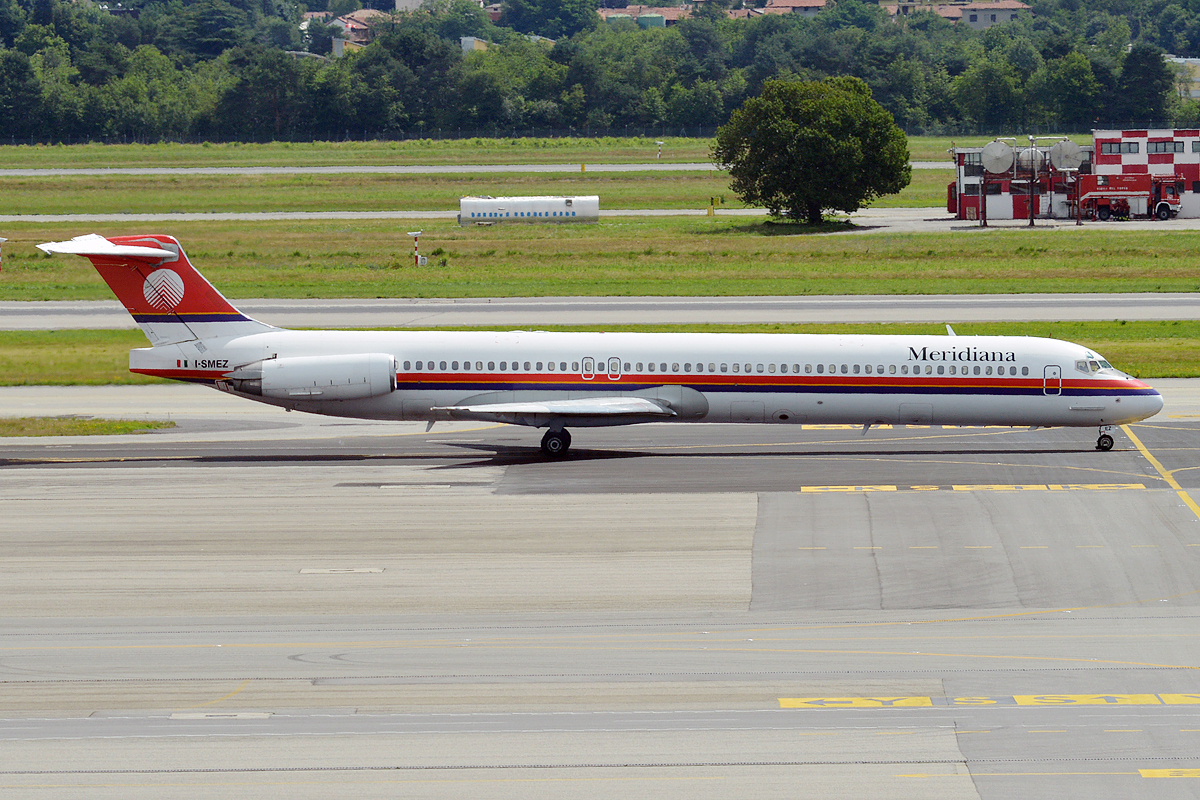
McDonnell Douglas MD.82
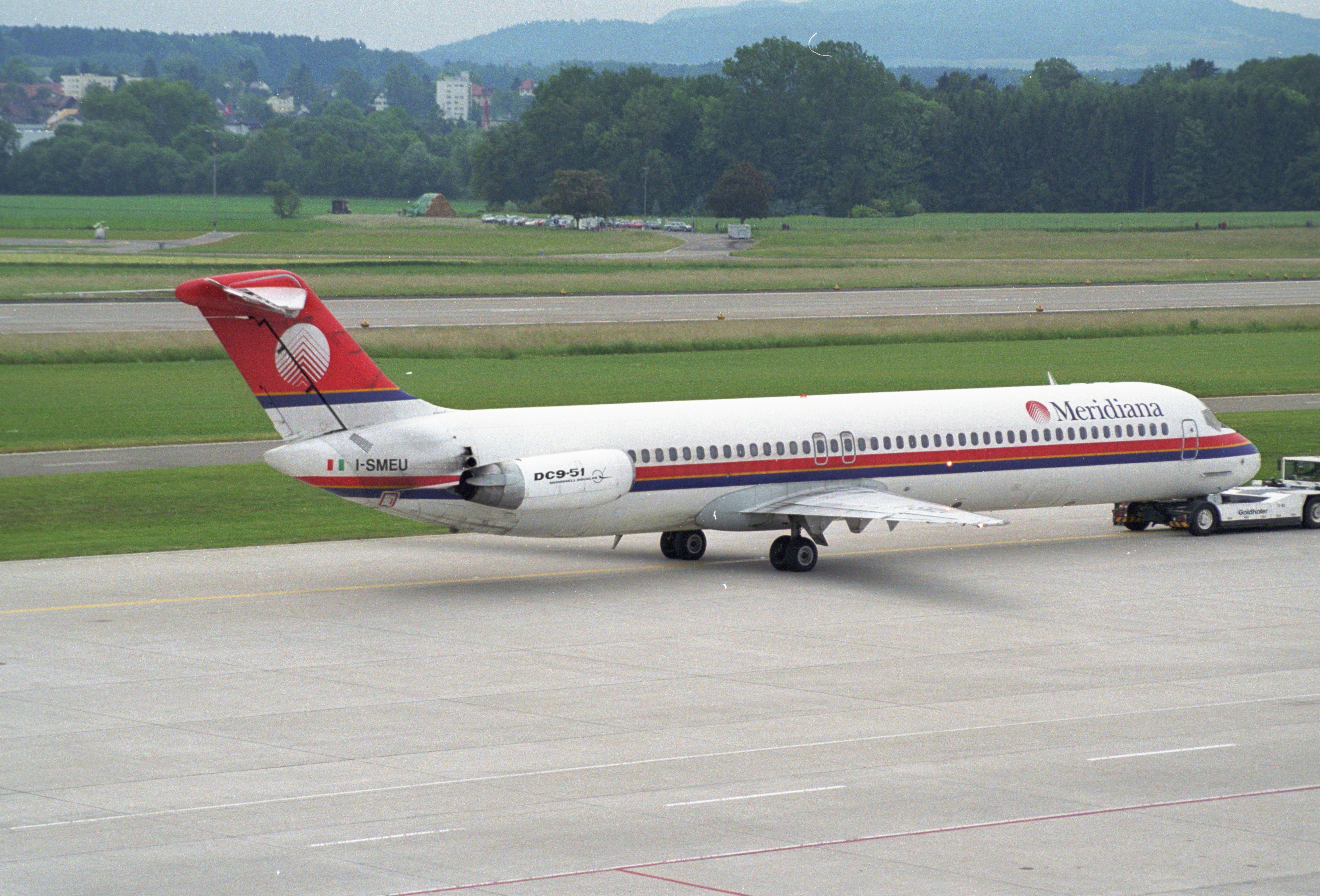
Douglas DC 9
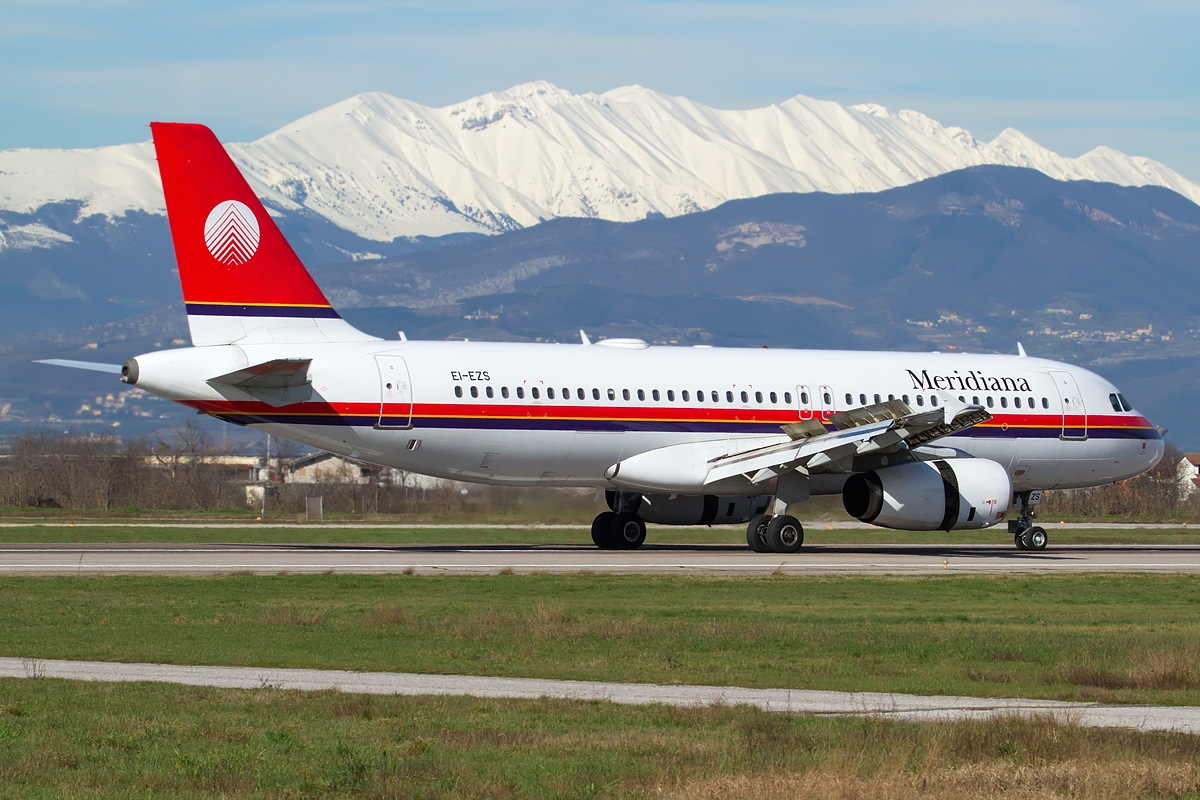
Airbus A320-200
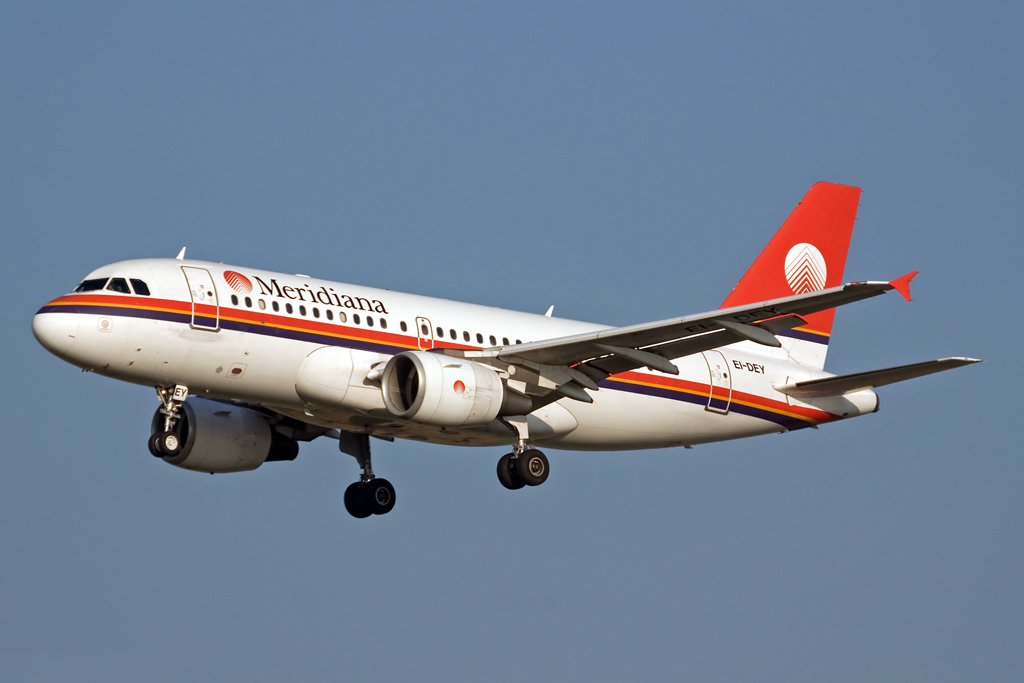
Airbus A319-100
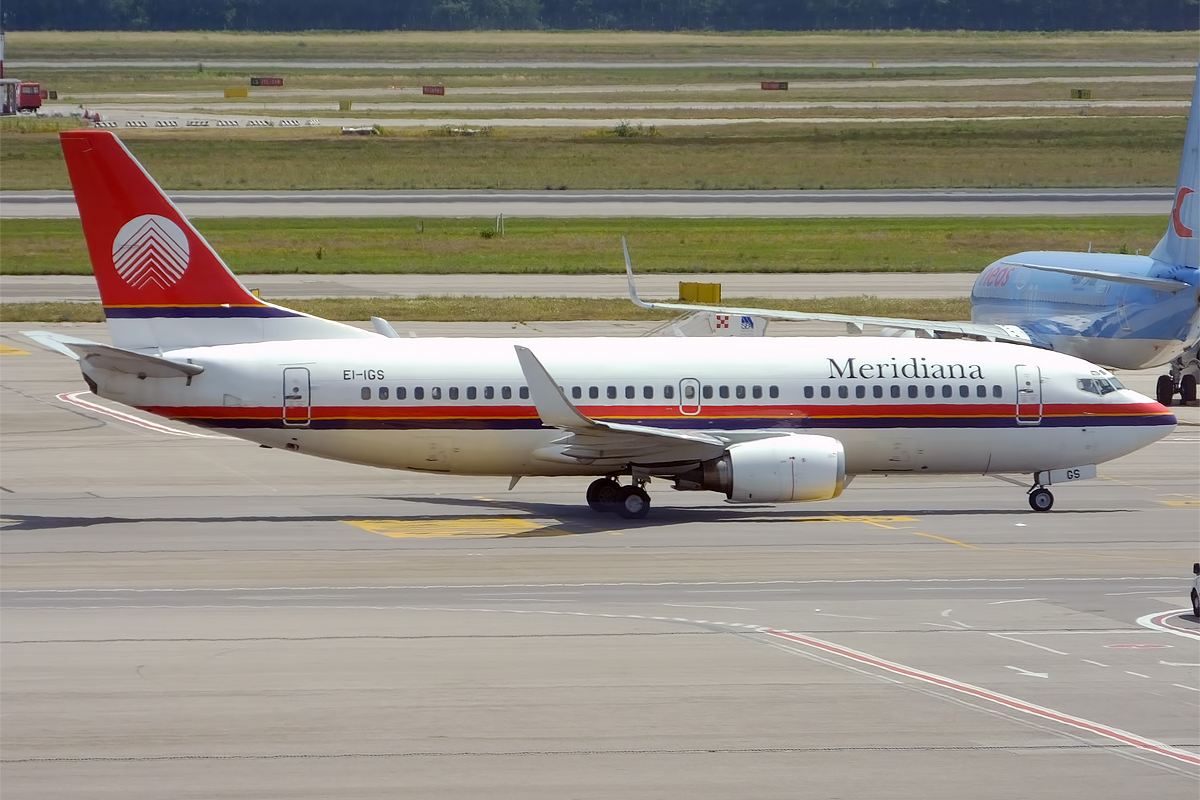
Boeing 737-300

### Velivoli in esposizione statica
In tempi recenti il Beechcraft C-45 immatricolato I-SARE è stato restaurato e collocato all'interno dell'aerostazione dell'aeroporto "Costa Smeralda". 
Il 14 novembre 2016 il primo MD.82 acquistato dall'Alisarda nel 1984 (matricola I-SMEL) concluse la vita operativa effettuando un volo mattutino da Olbia-Costa Smeralda a Milano-Malpensa; a stretto giro fu spostato nel polo espositivo Volandia, situato nei pressi dell'aeroporto lombardo.

## Programma fedeltà
Il 16 maggio 2014 fu avviato "Meridiana Club", il programma fedeltà di Meridiana in collaborazione con Avios, British Airways ed Iberia. Il programma era basato su tre diversi livelli di partecipazione (Club, Silver e Gold) e permetteva l'accumulo di punti Avios spendibili per voli Meridiana, British Airways ed Iberia o per servizi dei partner commerciali. Dal 18 novembre 2014, inoltre, fu possibile per tutti gli iscritti al "Meridiana Club" accumulare punti Avios volando British Airways; allo stesso modo gli iscritti al programma frequent flyer Executive Club di British Airways potevano accumulare punti Avios sui voli effettuati con Meridiana. Dal gennaio 2015, tutti i membri di "Meridiana Club" poterono accumulare punti Avios usufruendo dei servizi di autonoleggio di Avis Car Rental.

## Manutenzione e revisione
La manutenzione dei velivoli Meridiana/"Meridiana fly" ed Air Italy era affidata ad una società del gruppo Alisarda, Meridiana Maintenance, nata nel 2010 dalla fusione dei settori tecnici di Meridiana ed Eurofly e con una partecipazione minoritaria di Iberia. In seguito inglobò le attività di Air Italy AMO (ex divisione tecnica di Air Italy). L'azienda era certificata EASA Part 145 e aveva sede all'aeroporto di Olbia dove svolgeva le attività di engineering, manutenzione pesante, logistica e gestione materiali. Sugli aeroporti di Milano-Malpensa, Milano-Linate, Verona, Venezia, Firenze, Napoli, Alghero, Cagliari, Palermo e Catania Meridiana Maintenance forniva servizi di supporto e manutenzione in linea alle aziende del Gruppo e a terzi.

## Incidenti e problemi
Meridiana non ha avuto alcun incidente con vittime ma solo inconvenienti più o meno gravi. Di seguito quelli più noti:
- Volo IG1678 del 31 ottobre 2010: un MD.82 che operava il volo da Napoli a Cagliari fu costretto a tornare in aeroporto tredici minuti dopo il decollo, a causa dell'uscita di fiamme dal motore destro dell'aeromobile. L'aereo atterrò in sicurezza e tutti i 33 passeggeri furono illesi.[23]
- Volo IG 223 del 21 novembre 2010[24]: durante la fase di crociera, ci fu un guasto di entrambi gli impianti di pressurizzazione dell'aeromobile, un MD.82. I piloti furono costretti ad una discesa molto rapida ed improvvisa, che causò un dolore alle orecchie momentaneo di molti passeggeri, senza però conseguenze gravi. L'aereo atterrò in sicurezza all'aeroporto di Palermo. Nessun passeggero rimasto ferito, anche grazie al personale di bordo[25].
- Volo IG 1205 del 14 luglio 2014: durante la fase di decollo da Olbia a Linate, nella cabina si propagò un denso fumo[26], causato da un guasto tecnico[27]. Il comandante bloccò il decollo. Tutti i 165 passeggeri a bordo furono illesi.
- Volo Catania-Linate del 17 dicembre 2015: poco dopo il decollo, alle ore 9:28[28], il Boeing 737-300 perse una delle ruote del carrello[29], caduta su una spiaggia della "Plaia"[30], affollata d'estate ma deserta d'inverno. L'aeromobile atterrò in sicurezza all'aeroporto di Fontanarossa, senza conseguenze per nessuno dei 90 passeggeri[31]. L'incidente però provocò disagi all'aeroporto, chiuso per mezz'ora circa[31][32].
- Volo IG146 del 23 agosto 2016: dopo il decollo da Torino per Olbia, all'altezza di Bra fu riscontrata un'avaria ad un motore e il velivolo fu costretto a rientrare a Torino. L'aeroporto rimase chiuso per circa 30 minuti.[33]
- Volo IG3811 del 13 novembre 2017: poco dopo il decollo dall'aeroporto di Port Louis nell’isola di Mauritius a causa di una segnalazione di avaria al motore sinistro del Boeing 767-200ER i piloti furono costretti a rientrare in aeroporto dove due ruote del carrello risultarono calate di pressione a seguito dell'atterraggio a pieno carico. Nessun ferito. L'aeromobile coinvolto (I-AIGH) non riprese più il servizio di linea.